# Родрігес-Алвес (Акрі)
Родрігес-Алвес (порт. Rodrigues Alves) — муніципалітет в Бразилії, входить до складу штату Акрі. Складова частина мезорегіону Валі-ду-Журуа. Входить до економічно-статистичного мікрорегіону Крузейру-ду-Сул. Населення становить 12 428 чоловік (станом на 2007 рік). Займає площу 3 304,559 км².